# Алекс Вальє
А́лекс Ва́льє Го́мес (ісп. Álex Valle Gómez; нар. 25 квітня 2004, Бадалона) — іспанський футболіст, захисник італійського клубу «Комо».

## Клубна кар'єра

### «Барселона»
Виступав за юнацькі команди «Граменет» і «Сант-Габріель», а 2014 року приєднався до академії «Барселони».

#### Оренда в «Андорру»
31 січня 2023 року продовжив контракт з клубом до літа 2025 року, і одразу був відданий в оренду в клуб Сегунди «Андорра» до кінця сезону. 3 березня 2023 року в матчі Сегунди проти «Лас-Пальмаса» дебютував у професіональному футболі, замінивши Хакобо Гонсалеса. Всього за час оренди провів 7 поєдинків за «Андорру».

#### Оренда в «Леванте»
14 серпня 2023 року відправився в сезонну оренду в інший клуб Сегунди «Леванте». 19 серпня 2023 року дебютував за нову команду в матчі Сегунди проти «Бургоса», вийшовши в стартовому складі. Всього провів 29 поєдинків за період оренди.

#### Оренда в «Селтік»
28 серпня 2024 року продовжив контракт з «Барселоною» до 2026 року, після чого відправився в сезонну оренду в шотландський «Селтік». 22 вересня 2024 року дебютував за «Селтік» в матчі Кубка шотландської ліги проти «Фолкерка», вийшовши в стартовому складі. 28 вересня в поєдинку проти «Сент-Джонстона» дебютував у шотландському Прем'єршипі, відзначившись результативною передачею. 1 жовтня 2024 року в матчі Ліги чемпіонів УЄФА проти дортмундської «Боруссії» дебютував у єврокубках. 15 грудня 2024 року допоміг «Селтіку» виграти Кубок шотландської ліги, перемігши у фінальній грі «Рейнджерс» у серії післяматчевих пенальті.

#### Оренда в «Комо»
Взимку 2025 року достроково повернувся до «Барселони», а 31 січня на правах оренди перейшов в італійський «Комо» до кінця сезону без опції викупу. 1 лютого 2025 року дебютував за нову команду в матчі Серії A проти «Болоньї», вийшовши в стартовому складі.

### «Комо»
3 червня 2025 року розірвав контракт з «Барселоною», перейшовши до «Комо», який сплатив клаусулу в розмірі 6 млн євро. Контракт з «Комо» розрахований до літа 2029 року.

## Кар'єра в збірній
Виступав за збірні Іспанії до 18, до 19 і до 20 років. В липні 2023 року в складі збірної до 19 років брав участь в юнацькому чемпіонаті Європи 2023 на Мальті. Зіграв на турнірі 4 матчі, а іспанці дійшли до півфіналу, де поступились італійцям. Окрім цього був включений до символічної збірної чемпіонату Європи.
В березні 2025 року вперше викликаний в збірну Іспанії до 21 року для участі в товариських матчах проти збірних Чехії та Німеччини. 21 березня 2025 року в поєдинку з Чехією дебютував за молодіжну збірну Іспанії.

## Статистика виступів
Станом на 23 травня 2025 
| Клуб              | Сезон             | Чемпіонат             | Чемпіонат | Чемпіонат | Кубок | Кубок | Єврокубки | Єврокубки | Інші  | Інші | Всього | Всього |
| Клуб              | Сезон             | Дивізіон              | Матчі     | Голи      | Матчі | Голи  | Матчі     | Голи      | Матчі | Голи | Матчі  | Голи   |
| ----------------- | ----------------- | --------------------- | --------- | --------- | ----- | ----- | --------- | --------- | ----- | ---- | ------ | ------ |
| Барселона Б       | 2021–22           | Прімера Дивізіон RFEF | 3         | 0         | —     | —     | —         | —         | —     | —    | 3      | 0      |
| Барселона Б       | 2022–23           | Прімера Федерасьйон   | 19        | 0         | —     | —     | —         | —         | —     | —    | 19     | 0      |
| Барселона Б       | Всього            | Всього                | 22        | 0         | —     | —     | —         | —         | —     | —    | 22     | 0      |
| → Андорра         | 2022–23           | Сегунда Дивізіон      | 7         | 0         | —     | —     | —         | —         | —     | —    | 7      | 0      |
| → Леванте         | 2023–24           | Сегунда Дивізіон      | 29        | 0         | 0     | 0     | —         | —         | —     | —    | 29     | 0      |
| → Селтік          | 2024–25           | Прем'єршип            | 11        | 0         | 0     | 0     | 5         | 0         | 3     | 0    | 19     | 0      |
| → Комо            | 2024–25           | Серія A               | 15        | 0         | 0     | 0     | —         | —         | —     | —    | 15     | 0      |
| Комо              | 2025–26           | Серія A               | 0         | 0         | 0     | 0     | —         | —         | —     | —    | 0      | 0      |
| Всього за кар'єпу | Всього за кар'єпу | Всього за кар'єпу     | 84        | 0         | 0     | 0     | 5         | 0         | 3     | 0    | 92     | 0      |

1. ↑  Матчі в Лізі чемпіонів УЄФА
2. ↑  Матчі в Кубку шотландської ліги

## Досягнення
«Селтік»
- Володар Кубка шотландської ліги: 2024–25[29]

Особисті
- Символічна збірна юнацького чемпіонату Європи (до 19 років): 2023[30]